# Óscar von Chrismar
Óscar Enrique von Chrismar Carvajal (26 de julio de 1953) es un ingeniero y empresario chileno, actual vicepresidente ejecutivo del Banco Santander-Chile.
Se formó como ingeniero civil en la Universidad de Santiago de Chile de la capital.
Ingresó al grupo hispano Santander en diciembre del año 1990, desempeñándose en la división finanzas de la filial chilena. A mediados de 1992 fue designado subgerente general del área financiera. Entre 1995 y 1996, en tanto, se desempeñó como gerente general de Banco Santander-Perú.
Posteriormente, en septiembre de 1997, asumió el cargo de gerente general de Banco Santander-Chile. Tras la fusión de este con el Banco Santiago, en 2002, fue nombrado director de Banca Global.
En julio de 2003 fue promovido, nuevamente, a la gerencia general del Santander-Chile, ahora denominado para efectos comerciales como Santander-Santiago. En 2010 dejó esta responsabilidad para pasar a la recién creada vicepresidencia ejecutiva.
En abril de 2012 ingresó como director a la Bolsa de Comercio de Santiago.
Cuenta con estudios de especialización en Estados Unidos y Europa.
Casado con María Eugenia Straub, es padre de tres hijos, María Eugenia, Óscar y Juan Ignacio.